# Академическая гребля на летних Олимпийских играх 2016 — двойки (мужчины)
Соревнования по академической гребле среди двоек распашных без рулевого у мужчин на летних Олимпийских играх 2016 года прошли с 6 по 11 августа в лагуне Родригу-ди-Фрейташ. В соревнованиях приняли участие 26 спортсменов из 13 стран. Действующими олимпийскими чемпионами в данной дисциплине являлись новозеландские гребцы Эрик Маррей и Хэмиш Бонд, которые выиграли золотую медаль и в Рио-де-Жанейро. Маррей и Бонд стали третьей парой в истории, кому удалось выиграть олимпийские соревнования в мужской двойке распашной как минимум дважды, причём всем этим спортсменам, как и новозеландцам, удавалось защитить звание олимпийского чемпиона. Всего по 2 золотые медали в двойках распашных имеют 7 гребцов. Единственным трёхкратным олимпийским чемпионом в данной дисциплине является британец Стив Редгрейв.
Обладателями серебряной награды стали гребцы из ЮАР Шон Килинг и Лоуренс Бриттейн, который пропустил часть олимпийского цикла, из-за того, что в октябре 2014 года у него был диагностирован лимфогранулематоз. Бронзу выиграли дебютанты Игр из Италии Джованни Абаньяле и Марко Ди Костанцо.
Летние Олимпийские игры в Рио-де-Жанейро стали последними для Эрика Маррея и Хэмиша Бонда. После окончания Игр спортсмены объявили о завершении спортивной карьеры. В 2018 году Международная федерация гребного спорта (FISA) присудила Хэмишу Бонду и Эрику Маррею медаль Томаса Келлера в знак признания выдающейся карьеры в гребле.

## Призёры
| Золото                                    | Серебро                             | Бронза                                         |
| Новая Зеландия · Эрик Маррей · Хэмиш Бонд | ЮАР · Лоуренс Бриттейн · Шон Килинг | Италия · Джованни Абаньяле · Марко Ди Костанцо |

## Рекорды
До начала летних Олимпийских игр 2016 года мировой и олимпийский рекорды были следующими:
| Мировой рекорд     | Новая Зеландия Эрик Маррей, Хэмиш Бонд   | 6:08,50 | Лондон | 28 июля 2012 |
| Олимпийский рекорд | Новая Зеландия · Эрик Маррей, Хэмиш Бонд | 6:08,50 | Лондон | 28 июля 2012 |

По итогам соревнований ни одному из экипажей не удалось превзойти данные рекорды.

## Расписание
Время местное (UTC−3)
| Дата                | Время                       | Раунд                  |
| ------------------- | --------------------------- | ---------------------- |
| 6 августа           | 10:45 — 11:15               | Предварительные заезды |
| 7 августа 8 августа | 09:30 — 09:40 10:30 — 10:40 | Отборочный заезд       |
| 9 августа           | 09:50 — 10:10               | Полуфиналы             |
| 11 августа          | 12:40                       | Финал B                |
| 11 августа          | 10:44                       | Финал A                |

Источник: 

## Квалификация
Квалификация на Олимпийские игры осуществлялась по результатам международных соревнований. Первым этапом отбора стал чемпионат мира 2015 года, по итогам которого стали известны обладатели первых одиннадцати лицензий. Ещё две квоты были распределены по результатам финальной квалификационной регаты в Люцерне. Квоты, завоёванные по итогам чемпионата мира передавались Национальному олимпийскому комитету страны, который имел право самостоятельно выбрать спортсменов для участия в Играх в Рио-де-Жанейро, причём спортсмены, завоевавшие эти квоты также имели право выступить в любой дисциплине Олимпийских игр. По итогам финальной регаты разыгрывались лицензии, дающие право спортсменам, если их утвердил для участия в Играх НОК, участвовать только в соревнованиях двоек.
Сразу пять олимпийских комитетов воспользовались своим правом самостоятельного выбора спортсменов и включили в состав сборной не тех гребцов, которые завоевали для страны олимпийские лицензии. В составе сборной Италии на Игры в Рио-де-Жанейро должны были отправиться Никколо Морнати и Винченцо Капелли, однако в апреле 2016 года стало известно, что допинг-проба Морнати дала положительный результат на анастрозол. В результате на Игры было решено отправить Джованни Абаньяле и Марко ди Костанцо.
| Номер | Способ отбора                     | Страны         | Завоевали квоту                                | Заявленные спортсмены                          |
| ----- | --------------------------------- | -------------- | ---------------------------------------------- | ---------------------------------------------- |
| 1     | Чемпионат мира 2015               | Новая Зеландия | Эрик Маррей Хэмиш Бонд                         | Эрик Маррей Хэмиш Бонд                         |
| 2     | Чемпионат мира 2015               | Великобритания | Джеймс Фоад Мэттью Лэнгридж                    | Алан Синклер Стюарт Иннес                      |
| 3     | Чемпионат мира 2015               | Сербия         | Милош Васич Ненад Беджик                       | Милош Васич Ненад Беджик                       |
| 4     | Чемпионат мира 2015               | Нидерланды     | Рул Браас Митчел Стенман                       | Рул Браас Митчел Стенман                       |
| 5     | Чемпионат мира 2015               | Италия         | Никколо Морнати Винченцо Капелли               | Джованни Абаньяле Марко ди Костанцо            |
| 6     | Чемпионат мира 2015               | Австралия      | Джек Харгривз Николас Уитли                    | Спенсер Таррин Александер Ллойд                |
| 7     | Чемпионат мира 2015               | ЮАР            | Дэвид Хант Шон Килинг                          | Лоуренс Бриттейн Шон Килинг                    |
| 8     | Чемпионат мира 2015               | Франция        | Жермен Шарден Дориан Мортелетт                 | Жермен Шарден Дориан Мортелетт                 |
| 9     | Чемпионат мира 2015               | США            | Майкл ди Санто Дариуш Агхаи                    | Андерс Вайс Нарег Гурегян                      |
| 10    | Чемпионат мира 2015               | Испания        | Алекс Сигурбьорнссон По Вела                   | Алекс Сигурбьорнссон По Вела                   |
| 11    | Чемпионат мира 2015               | Румыния        | Кристи Илие Пыргие Георге Александру Пылымариу | Кристи Илие Пыргие Георге Александру Пылымариу |
| 12    | Финальная квалификационная регата | Чехия          | Якуб Подразил Лукаш Гелешиц                    | Якуб Подразил Лукаш Гелешиц                    |
| 13    | Финальная квалификационная регата | Венгрия        | Адриан Юхас Бела Симон                         | Адриан Юхас Бела Симон                         |

## Фавориты
После окончания Олимпийских игр 2012 года, проходивших в Лондоне все призёры в соревнованиях двоек приняли решение продолжать карьеру, однако британский экипаж Джордж Нэш и Уильям Сэтч завершили выступления в двойках и стали выступать в составе четвёрки и восьмёрки. В олимпийском цикле было проведено три чемпионата мира и во всех победителями становились новозеландские гребцы Эрик Маррей и Хэмиш Бонд, продолжавшие свою победную серию на крупнейших мировых первенствах, начавшуюся в 2009 году.
| Чемпионат мира      | Золото                                | Серебро                                    | Бронза                                |
| Чхунджу 2013        | Новая Зеландия Эрик Маррей Хэмиш Бонд | Франция Жермен Шарден Дориан Мортелетт     | Нидерланды Рогир Блинк Митчел Стенман |
| Амстердам 2014      | Новая Зеландия Эрик Маррей Хэмиш Бонд | Великобритания Джеймс Фоад Мэттью Лэнгридж | ЮАР Винсент Брит Шон Килинг           |
| Эгбелет-ле-Лак 2015 | Новая Зеландия Эрик Маррей Хэмиш Бонд | Великобритания Джеймс Фоад Мэттью Лэнгридж | Сербия Милош Васич Ненад Беджик       |

## Результаты

### Предварительный этап
Первые три экипажа из каждого заезда напрямую проходили в полуфинал соревнований. Все остальные спортсмены попадали в отборочный заезд, где были разыграны ещё три путёвки в следующий раунд.

#### Заезд 1
С самого старта первого предварительного заезда высокий темп задали южноафриканские гребцы Лоуренс Бриттейн и Шон Килинг. Уже после 500 метров они опережали ближайших соперников почти на 2,5 с. К середине дистанции их смогли догнать австралийцы Спенсер Таррин и Александер Ллойд, которые постепенно начали наращивать темп и перед заключительным отрезком вышли в единоличные лидеры. На последних 500 метрах должна была развернуться борьба за третье место, которое давало право напрямую пробиться в полуфинал, минуя отборочный этап. Однако борьбы не получилось, поскольку чешские спортсмены смогли резко увеличить темп гребли и показали самое быстрое время на этом участке, опередив на нём своих конкурентов из США и Испании более чем на 7 секунд.
| Место    | Спортсмены                      | Страна    | Время   | Отставание | Примечания |
| -------- | ------------------------------- | --------- | ------- | ---------- | ---------- |
| 1        | Спенсер Таррин Александер Ллойд | Австралия | 6:40,79 | +0,00      | SF         |
| 2        | Лоуренс Бриттейн Шон Килинг     | ЮАР       | 6:41,42 | +0,63      | SF         |
| 3        | Якуб Подразил Лукаш Гелешиц     | Чехия     | 6:42,71 | +1,92      | SF         |
| 4        | Андерс Вайс Нарег Гурегян       | США       | 6:49,97 | +9,18      | R          |
| 5        | Алекс Сигурбьорнссон По Вела    | Испания   | 6:54,26 | +13,47     | R          |
| Протокол |                                 |           |         |            |            |

#### Заезд 2
После 500 метров второго предварительного заезда лидерство захватили французские спортсмены серебряные призёры предыдущих Игр Жермен Шарден и Дориан Мортелетт, а также румыны Кристи Илие Пыргие 
 Георге Александру Пылымариу. К середине дистанции французские гребцы увеличили отрыв от ближайших преследователей до 7 секунд. За 500 метров до конца заезда все экипажи по прежнему претендовали на попадание в тройку сильнейших, но на заключительном отрезке голландские гребцы практически перестали грести, в результате чего проиграли всем конкурентам почти 30 секунд и отправились в отборочный заезд.
| Место    | Спортсмены                                     | Страна         | Время   | Отставание | Примечания |
| -------- | ---------------------------------------------- | -------------- | ------- | ---------- | ---------- |
| 1        | Жермен Шарден Дориан Мортелетт                 | Франция        | 6:42,00 | +0,00      | SF         |
| 2        | Алан Синклер Стюарт Иннес                      | Великобритания | 6:50,77 | +8,77      | SF         |
| 3        | Кристи Илие Пыргие Георге Александру Пылымариу | Румыния        | 6:51,71 | +9,71      | SF         |
| 4        | Рул Браас Митчел Стенман                       | Нидерланды     | 7:22,93 | +40,93     | R          |
| Протокол |                                                |                |         |            |            |

#### Заезд 3
В заключительном отборочном заезде стартовали действующие олимпийские чемпионы из Новой Зеландии Эрик Маррей и Хэмиш Бонд. На первой четверти дистанции новозеландцы шли примерно в одном темпе со своими соперниками, но уже к середине заезда Маррей и Бонд захватили уверенное лидерство, которое не упустили до самого финиша. Второе место уверенно заняли итальянские гребцы Джованни Абаньяле и Марко ди Костанцо. По ходу заезда основными претендентами на третье место были сербы Милош Васич и Ненад Беджик, которые за 500 метров до финиша опережали венгерских гребцов Адриана Юхаса и Бела Симона на 3 секунды, но на заключительном отрезке сербы не справились с тяжёлыми погодными условиями и перевернулись. В результате чего венгерские гребцы спокойно добрались до финиша и получили путёвку в полуфинал. Сербские спортсмены в итоге почти 5 минут провели в воде. после чего их подобрали спасатели. По правилам FISA для продолжения борьбы за медали спортсменам необходимо завершить гонку, но из-за погодных условий для сербских гребцов было сделано исключение и они получили право выступить в отборочном заезде.
| Место    | Спортсмены                          | Страна         | Время   | Отставание | Примечания |
| -------- | ----------------------------------- | -------------- | ------- | ---------- | ---------- |
| 1        | Эрик Маррей Хэмиш Бонд              | Новая Зеландия | 6:41,75 | +0,00      | SF         |
| 2        | Джованни Абаньяле Марко ди Костанцо | Италия         | 6:46,04 | +4,29      | SF         |
| 3        | Адриан Юхас Бела Симон              | Венгрия        | 6:59,28 | +17,53     | SF         |
| —        | Милош Васич Ненад Беджик            | Сербия         | DNF     | DNF        | R          |
| Протокол |                                     |                |         |            |            |

### Отборочный этап
Первые три экипажа проходили в полуфинал соревнований. Гребцы, пришедшие к финишу, последними вылетали из соревнований и занимали итоговое 13-е место. Из-за погодных условий организаторы соревнований были вынуждены перенести отборочные заезды с 7 на 8 августа.
Первые 500 метров отборочного заезда все экипажи прошли примерно в одном темпе, а уже к середине дистанции гребцы из Нидерладнов смогли создать небольшой отрыв от конкурентов. Третий отрезок заезда быстрее всех преодолели сербские гребцы, которые развили скорость до 40 гребков в минуту, таким образом борьба за последнюю путёвку в полуфинал развернулась между сборными США и Испании. Заключительные 500 метров американцы преодолели за 1:41,25, а испанцы за 1:43.49, в результате чего Алекс Сигурбьорнссон и По Вела значительно отстали от своих соперников и выбыли из борьбы за медали.

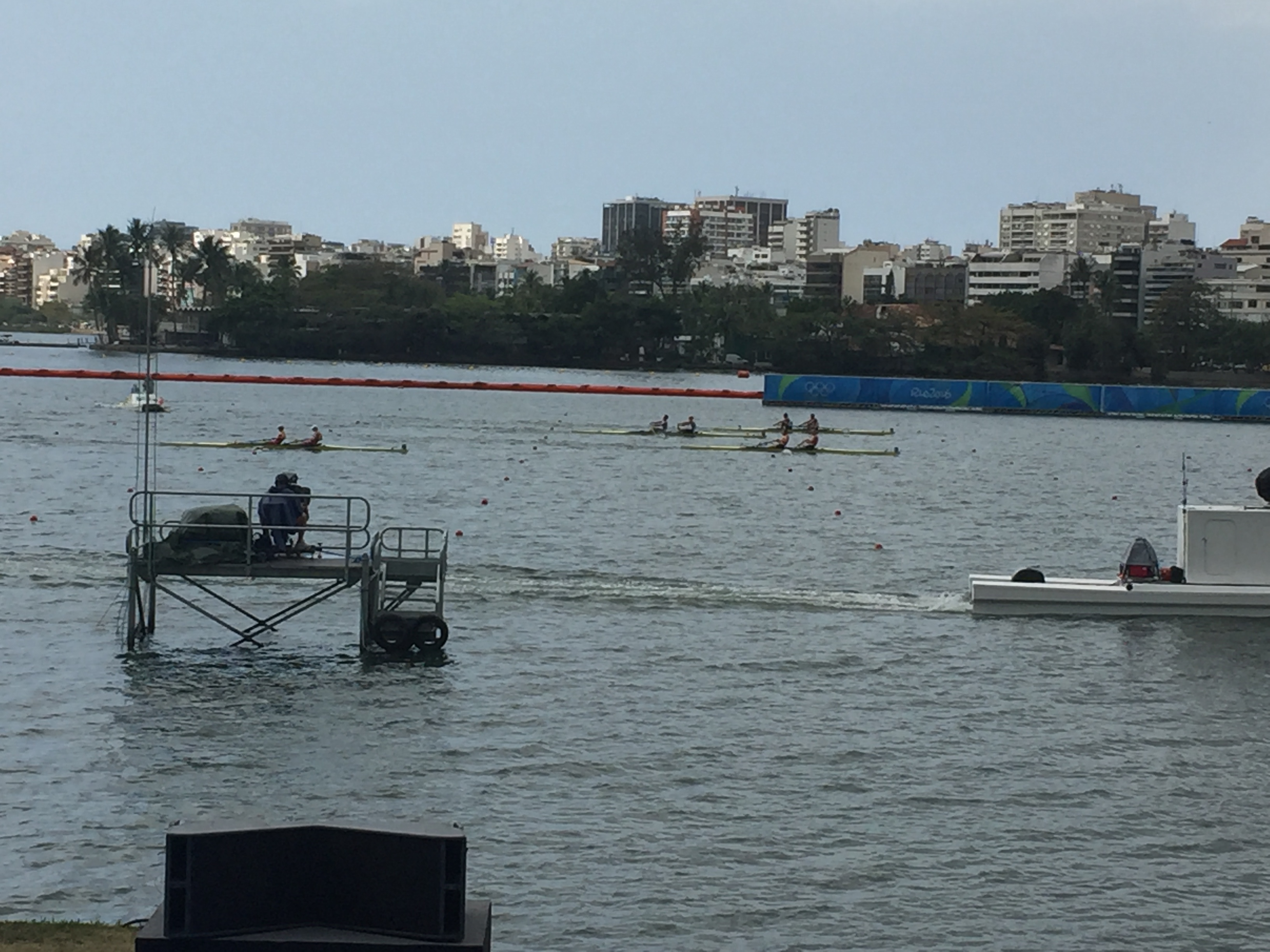
Фрагмент отборочного заезда

| Место    | Спортсмены                   | Страна     | Время   | Отставание | Примечания |
| -------- | ---------------------------- | ---------- | ------- | ---------- | ---------- |
| 1        | Рул Браас Митчел Стенман     | Нидерланды | 6:34,16 | +0,00      | SF         |
| 2        | Милош Васич Ненад Беджик     | Сербия     | 6:34,52 | +0,36      | SF         |
| 3        | Андерс Вайс Нарег Гурегян    | США        | 6:36,60 | +2,44      | SF         |
| 4        | Алекс Сигурбьорнссон По Вела | Испания    | 6:40,47 | +6,31      |            |
| Протокол |                              |            |         |            |            |

### Полуфинал
Первые три экипажа из каждого заезда проходили в финал A, а остальные в финал B.

##### Заезд 1
Со старта первого полуфинального заезда вперёд с небольшим отрывом вырвались экипажи из Италии и Австралии. К середине дистанции их преимущество над остальными соперниками увеличилось почти до 3 секунд. При этом на этой же отметке сборная Румынии начала отставать от остальных соперников. За 500 метров до финиша на чистое третье вырвались олимпийские призёры из Франции Жермен Шарден и Дориан Мортелетт. На финишном отрезке из борьбы за место в финале выпали спортсмены из США. В итоге нидерландские гребцы прошли последние 500 метров быстрее всех, но на финише они уступили французам 0,84 с. Сборные Италии и Австралии к концу дистанции немного сбавили темп и финишировали на первых двух позициях.
| Место    | Спортсмены                                     | Страна     | Время   | Отставание | Примечания |
| -------- | ---------------------------------------------- | ---------- | ------- | ---------- | ---------- |
| 1        | Джованни Абаньяле Марко ди Костанцо            | Италия     | 6:24,96 | +0,00      | FA         |
| 2        | Спенсер Таррин Александер Ллойд                | Австралия  | 6:25,25 | +0,29      | FA         |
| 3        | Жермен Шарден Дориан Мортелетт                 | Франция    | 6:26,10 | +1,14      | FA         |
| 4        | Рул Браас Митчел Стенман                       | Нидерланды | 6:26,94 | +1,98      | FB         |
| 5        | Андерс Вайс Нарег Гурегян                      | США        | 6:33,95 | +8,99      | FB         |
| 6        | Кристи Илие Пыргие Георге Александру Пылымариу | Румыния    | 6:48,17 | +23,21     | FB         |
| Протокол |                                                |            |         |            |            |

##### Заезд 2
Со старта второго полуфинального заезда вперёд вырвались гребцы из Новой Зеландии, Великобритании и ЮАР. К 500-метровой отметке они выигрывали у остальных соперников более секунды. К середине дистанции разрыв между третьим и четвёртым местом достиг уже 2,5 секунд, при этом лидирующие Маррей и Бонд начали отрываться от остальных конкурентов. За 500 метров до финиша новозеландцы выигрывали у спортсменов из Великобритании и ЮАР 5 секунд, при этом идущие четвёртыми чешские гребцы проигрывали такое же время в борьбе за место в тройке. Заключительные 500 метров не изменили положение дел в лидирующей тройке. Все три экипажи сбавили темп, а Маррей и Бонд и вовсе показали худшее время на этом отрезке. Мощный финишный рывок удался венгерским гребцам, но их усилий хватило только на то, чтобы выйти на четвёртое место и сократить отставание от сборной ЮАР до полутора секунд.
| Место    | Спортсмены                  | Страна         | Время   | Отставание | Примечания |
| -------- | --------------------------- | -------------- | ------- | ---------- | ---------- |
| 1        | Эрик Маррей Хэмиш Бонд      | Новая Зеландия | 6:23,36 | +0,00      | FA         |
| 2        | Алан Синклер Стюарт Иннес   | Великобритания | 6:26,37 | +3,01      | FA         |
| 3        | Лоуренс Бриттейн Шон Килинг | ЮАР            | 6:27,59 | +4,23      | FA         |
| 4        | Адриан Юхас Бела Симон      | Венгрия        | 6:29,12 | +5,76      | FB         |
| 5        | Милош Васич Ненад Беджик    | Сербия         | 6:31,00 | +7,64      | FB         |
| 6        | Якуб Подразил Лукаш Гелешиц | Чехия          | 6:32,85 | +9,49      | FB         |
| Протокол |                             |                |         |            |            |

### Финал

#### Финал B
В утешительном финале лучше всех стартовый отрезок удался голландским гребцам, которые к 500-метровой отметке выигрывали у соперников более секунды. К середине дистанции Браас и Стенман упрочили своё преимущество над оппоненатами. Единственной лодкой, находящейся на расстоянии менее 2 секунд, оставался чешский экипаж. Вторая часть заезда началась с мощного спурта Подразила и Гелешица, которые за 500 метров до конца заезда смогли опередить гребцов из Нидерландов. На заключительном отрезке и чешские, и голландские спортсмены проиграли гребцам из Венгрии и Сербии, но тем не менее завершили гонку на первых двух позициях.
| Место    | Спортсмены                                     | Страна     | Время   | Отставание |
| -------- | ---------------------------------------------- | ---------- | ------- | ---------- |
| 1        | Якуб Подразил Лукаш Гелешиц                    | Чехия      | 7:00,04 | +0,00      |
| 2        | Рул Браас Митчел Стенман                       | Нидерланды | 7:01,88 | +1,84      |
| 3        | Адриан Юхас Бела Симон                         | Венгрия    | 7:03,34 | +3,30      |
| 4        | Милош Васич Ненад Беджик                       | Сербия     | 7:04,71 | +4,67      |
| 5        | Андерс Вайс Нарег Гурегян                      | США        | 7:10,60 | +10,56     |
| 6        | Кристи Илие Пыргие Георге Александру Пылымариу | Румыния    | 7:13,68 | +13,64     |
| Протокол |                                                |            |         |            |

#### Финал A
До начала соревнований главными фаворитами олимпийского турнира являлись действующие чемпионы новозеландцы Эрик Маррей и Хэмиш Бонд, которые также выиграли шесть последних чемпионатов мира. С самого старта решающего заезда вперёд вырвались экипажи из ЮАР и Италии, опережавшие остальных соперников более чем на секунду. После прохождения 500-метровой отметки новозеландские гребцы начали наращивать темп и к середине дистанции они уверенно лидировали, опережая итальянских гребцов на 1,39 с. Сборная ЮАР откатилась на четвёртое место, пропустив вперёд ещё и британских гребцов. С каждым метром дистанции преимущество Маррея и Бонда увеличивалось, в результате чего за 500 метров до финиша они опережали всех конкурентов более чем на 5 секунд. За второе место борьбу вели сборные Италии, Великобритании и ЮАР. На заключительном отрезке новозеландцы немного сбавили темп и уверенно довели заезд до очередной победы, продлив свою «золотую серию» на крупнейших мировых соревнованиях до 69 побед. В борьбе за серебро сильнее всех оказались спортсмены из ЮАР, быстрее всех преодолевшие заключительные 500 метров. Третьими к финишу пришли итальянские спортсмены. Британский экипаж на последнем отрезке не смог поддержать темп своих конкурентов и проиграл им на нём почти 5 секунд.
| Место                            | Спортсмены                          | Страна         | Время   | Отставание |
| -------------------------------- | ----------------------------------- | -------------- | ------- | ---------- |
| 1                                | Эрик Маррей Хэмиш Бонд              | Новая Зеландия | 6:59,71 | +0,00      |
| 2                                | Лоуренс Бриттейн Шон Килинг         | ЮАР            | 7:02,51 | +2,80      |
| 3                                | Джованни Абаньяле Марко ди Костанцо | Италия         | 7:04,52 | +4,81      |
| 4                                | Алан Синклер Стюарт Иннес           | Великобритания | 7:07,99 | +8,28      |
| 5                                | Жермен Шарден Дориан Мортелетт      | Франция        | 7:09,91 | +10,20     |
| 6                                | Спенсер Таррин Александер Ллойд     | Австралия      | 7:11,60 | +11,89     |
| Протокол, Видеозапись на YouTube |                                     |                |         |            |